# Шевченко, Григорий Мефодиевич
Григорий Мефодиевич Шевченко (1902, Киев — 28.9.1943, Киевская область) — командир 957-го стрелкового полка 309-й стрелковой дивизии 40-й армии Воронежского фронта, подполковник. Герой Советского Союза (23 октября 1943, посмертно).

## Биография
Родился в 1902 году в Киеве в семье рабочего. Украинец. Член ВКП(б) с 1929 года.
В Красной Армии с 1920 года. Участвовал в боях за Советскую власть в период гражданской войны, служил на границе. 
С 1922 года служил в войсках ОГПУ СССР, командовал отделением 2-го конвойного полка. 
В 1924 году окончил школу войск ОГПУ. Впоследствии переведён в Красную Армию, окончил курсы усовершенствования командного состава.
В боях Великой Отечественной войны с 22 июня 1941 года. Воевал на Юго-Западном, Воронежском и 1-м Украинском фронтах.
20 сентября 1943 года полк Г. М. Шевченко проделал 60-километровый марш, с ходу форсировал реки Супой и Трубеж. Он уничтожил в тот день до батальона живой силы противника и с боем овладел городом Переяславом. Передовые части полка первыми в дивизии вышли к Днепру в районе села Андруши. К моменту выхода на днепровский рубеж полк был значительно недоукомплектован личным составом и техникой. К тому же табельных переправочных средств не было. Времени на подготовку и форсирование Днепра дано в обрез.
В ночь с 22 на 23 сентября 1943 года южнее населённого пункта Щучинка рота автоматчиков вплавь преодолела водную преграду. Захватив небольшой плацдарм, автоматчики дали возможность переправиться на правый берег подразделениям третьего батальона. В организации и подготовке воинов к форсированию много инициативы, умения и личной храбрости проявил подполковник Г. М. Шевченко. Он показал поистине беспредельное мужество в боях на Днепре. Несмотря на непрекращающийся обстрел подходов к переправам и самих переправ, Г. М. Шевченко сумел перебросить на правый берег на плотах и других подручных средствах людей и боеприпасы. К утру на захваченном плацдарме разгорелся упорный бой. В течение нескольких дней противник непрерывно контратаковал плацдарм, стремясь сбросить советских воинов в Днепр. Но они не отступали ни на шаг. Более того, отражая яростные контратаки врага, полк неуклонно наращивал свои силы, расширял плацдарм. Его поддерживали артиллеристы. В ходе боёв наши штурмовые отряды повели наступление на село Балыки Кагарлыкского района Киевской области.
28 сентября 1943 года их контратаковали два батальона противника, поддерживаемые танками и артиллерией. Г. М. Шевченко лично повёл полк на врага. Бой принял крайне ожесточённый характер. Обе стороны несли большие потери. Во главе передового отряда, вступившего в село, был командир полка. В разгаре боя, на западной окраине села Балыки, осколок разорвавшейся рядом мины оборвал жизнь подполковника Г. М. Шевченко. Похоронен в городе Пирятин Полтавской области Украинской ССР.
Указом Президиума Верховного Совета СССР от 23 октября 1943 года за чёткую организованность и личное руководство форсированием Днепра, за проявленные мужество и героизм при удержании плацдарма и обеспечении ценой своей жизни победы подполковнику Григорию Мефодиевичу Шевченко посмертно присвоено звание Героя Советского Союза.
Награждён орденом Ленина, двумя орденами Красного Знамени, орденом Суворова 3-й степени, медалями. В городе Пирятин именем Героя названы улица и школа.